# Ahmad Madadi
Ahmad Madadi (født 31. august 1994) er en qatarisk håndboldspiller for Al-Duhail og Qatars håndboldlandshold.
Han deltog ved verdensmesterskabet i håndbold for mænd i 2017.